# ブーシュ＝デュ＝ローヌ県の郡
ブーシュ＝デュ＝ローヌ県の郡では、フランスのブーシュ＝デュ＝ローヌ県にある郡について解説する。

## 郡の一覧
ブーシュ＝デュ＝ローヌ県には、4つの郡が存在し、4郡の合計で、53の小郡、119のコミューンがある。
- エクス＝アン＝プロヴァンス郡（郡庁所在地：エクス＝アン＝プロヴァンス）

10の小郡、44のコミューンがある。郡の人口は、1990年には347,431人、1999年には381,986人で、9.95％増加している。
- アルル郡（郡庁所在地：アルル）

9の小郡、36のコミューンがある。郡の人口は、1990年には171,807人、1999年には180,948人で、5.32％増加している。
- マルセイユ郡（県庁所在地：マルセイユ）

26の小郡、21のコミューンがある。郡の人口は、1990年には965,318人、1999年には980,082人で、1.53％増加している。
- イストル郡（郡庁所在地：イストル）

8の小郡、18のコミューンがある。郡の人口は、1990年には274,815人、1999年には292,703人で、6.51％増加している。